# 缪建民
缪建民（1965年1月—），浙江省海盐县人，中华人民共和国政治人物。

## 生平
曾任香港中保集团副总经理、常务董事、董事；中保国际控股有限公司副董事长、总裁；太平财产保险有限公司董事长等职。2006年起担任中国人寿保险（集团）公司副总裁、中国人寿资产管理有限公司董事长。2017年4月，任人保集团党委副书记、人保集团副董事长、总裁。2017年12月，提名为董事长。2017年10月，中国共产党第十九次全国代表大会上当选中国共产党第十九届中央委员会候补委员。
2020年7月调任招商局集团董事长，辞任中国人保董事长。
2020年9月，兼任招商银行董事长。
2022年10月，中国共产党第二十次全国代表大会上当选中国共产党第二十届中央委员会候补委员。